# Лебедев, Иван Дмитриевич
Иван Дмитриевич Лебедев (15 (27) марта 1829, Владимир — 5 (17) июня 1887, Москва) — русский педагог, организатор образования, директор 1-й Московской гимназии (1871—1887). Действительный статский советник.

## Биография
Родился 15 (27) марта 1829 года в семье Дмитрия Николаевича Лебедева-старшего (1805 — ок. 1883), титулярного советника (с 1842 г.), столоначальника Владимирской палаты уголовного суда (с 1840 г.), потомственного дворянина (с 1864 г.) — сына диакона с. Аргуново Покровского уезда Владимирской губернии Николая Яковлевича Лебедева, — и его жены Татьяны Григорьевны. Был старшим ребёнком в семье: сёстры - Екатерина (р. 1834) и Елизавета (р. 1838), брат Константин (р. 1845).
И. Д. Лебедев окончил в 1848 году с серебряной медалью Владимирскую губернскую мужскую гимназию — с правом «поступления в университет без вторичного экзамена». Высшее образование получил на историко-филологическом факультете Московского университета; по окончании курса со степенью кандидата (1852) с 11 декабря служил учителем русского языка в 4-й Московской гимназии (1852—1853) и старшим учителем всеобщей истории реального курса 3-й Московской гимназии (1853—1864), одновременно преподавая историю и географию в Лазаревском институте восточных языков (1854—1864), а также историю в Московском училище ордена святой Екатерины (1859—1865) и Московском Николаевском сиротском институте (1861—1864). В 1861 году он преподавал историю в Константиновском межевом институте. В 1856—1862 годах он жил в доме Челышева на Театральной площади; в 1863—1864 гг. — в доме Гладковой в Доброй слободе (Яузская часть, 1-й квартал).
Инспектор 1-й Московской гимназии (1864—1870); одновременно преподавал в ней русский язык (с 1868); в 1870/1871 учебном году был директором училищ Смоленской губернии и руководил Смоленской гимназией; являлся непременным членом Смоленского губернского статистического комитета и непременным членом совета Смоленской мариинской женской гимназии.
В 1871 году стал директором 1-й Московской гимназии; приказ о назначении за № 1336 вышел 10 июля 1871 года.
Деятельность И. Д. Лебедева на посту директора Московской 1-й гимназии удостоилась одобрения министра народного просвещения графа Д. А. Толстого. В 1875 году по ходатайству министра гимназия удостоилась Высочайшего посещения императора Александра II, перед которым с приветственной речью выступил И. Д. Лебедев. 1 января 1876 года И. Д. Лебедев был «вне правил за отличие» произведён в действительные статские советники.
Действительный статский советник с 1 января 1876 года.
В 1878 году по выслуге 25-летнего срока был оставлен на службе на 5 лет с назначением полной пенсии сверх получаемого жалования; в 1883 году, уже по выслуге 30-летнего срока, вновь был оставлен на занимаемой должности, ещё на 5 лет — с назначением добавочной пенсии, так что его годовой доход почти в два раза превышал доход ординарного профессора Московского университета.
Скончался от воспаления лёгких. Похоронен на кладбище Ново-Алексеевского монастыря в Москве. Могила не сохранилась.

## Награды
За отличную усердную и ревностную службу и безупречные труды на благо российского общества И. Д. Лебедев был удостоен ряда государственных наград Российской империи:
- Орден Святого Станислава 3-й степени (25.12.1860)
- Орден Святой Анны 3-й степени (28.04.1862)
- Орден Святого Станислава 2-й степени (23.12.1866)
- Орден Святой Анны 2-й степени (24.12.1871)
  - Императорская корона к ордену Святой Анны 2-й степени (23.12.1873)
- Орден Святого Владимира 3-й степени (01.01.1879)
- Орден Святого Станислава 1-й степени (01.01.1883)
- Орден Святой Анны 1-й степени (01.01.1887)

Также имел медаль «В память войны 1853—1856 гг.» на Владимирской ленте (19.09.1856) и  медаль «В память коронации императора Александра III». Удостоен Высочайших наград в виде единовременных денежных выдачей (08.10.1856, 08.10.1861, 28.11.1864, 14.12.1864 и 20.12.1868), Высочайшей благодарности "за пожертвование на устройство сельской лечебницы в Молвитине — родине И.О. Комиссарова, спасшего жизнь Александра II" (1866 г.), признательности попечителя Московского учебного округа "за отлично ревностную и полезную службу в 1865 и 1866 гг." (1867 г.) и благословение, преподанное Святейшим Синодом "за пожертвования и другие по духовному ведомству заслуги" (1884 г.).

## Память
В 1888 году Министерством народного просвещения Российской империи была учреждена «Стипендия имени действительного статского советника Ивана Дмитриевича Лебедева при Московской 1-й гимназии».

## Семья
И. Д. Лебедев был женат с 1863 года на Елене Алексеевне Кох (28.11.1936 — 06.07.1900) - дочери дворянина, обрусевшего немца, капитана Алексея Ивановича Коха, внучке капитан-лейтенанта флота, участника Дарданелльского сражения и Афонского сражения Николая Ивановича Семынина и праправнучке первого профессора права Московского университета Филиппа Генриха Дильтея. В семье родились 5 сыновей и 3 дочери: Иван (1864—?); Дмитрий (1865—1926), статский советник, кавалер, был женат на дочери действительного статского советника Василия Петровича Басова Зинаиде; Николай (1867—1868); Александр (1868—?), в 1915 г. — поручик 4-й Тверской конной сотни государственного ополчения; Мария (1871—1871); Ольга (1872—1898), была замужем за врачом Львом Матвеевичем Кожиным; Надежда (1875—?), была замужем за сыном действительного статского советника Василия Петровича Басова статским советником Василием Васильевичем Басовым; Борис (1878—1944).

## Рекомендуемая литература
- Некрологи и статьи: «Обзор жизни и трудов покойных русских писателей». — 1887. — Вып. VII. — С. 44.; «Московские ведомости». — 1887. — №№ 156, 157, 162.; «Московский листок». — 1887. — № 94.